# Tidbinbilla-Naturreservat

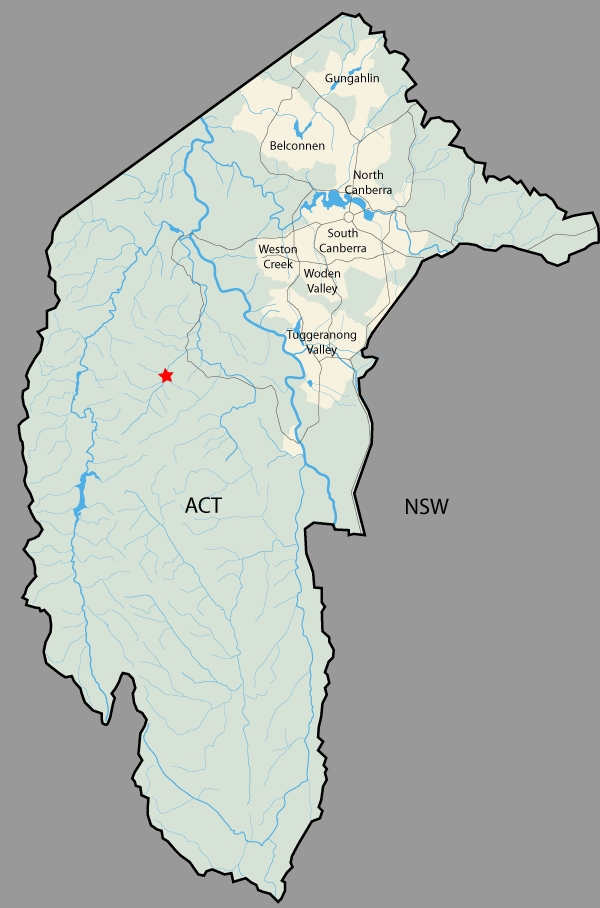
Lage des Tidbinbilla-Naturreservats im Australian Capital Territory

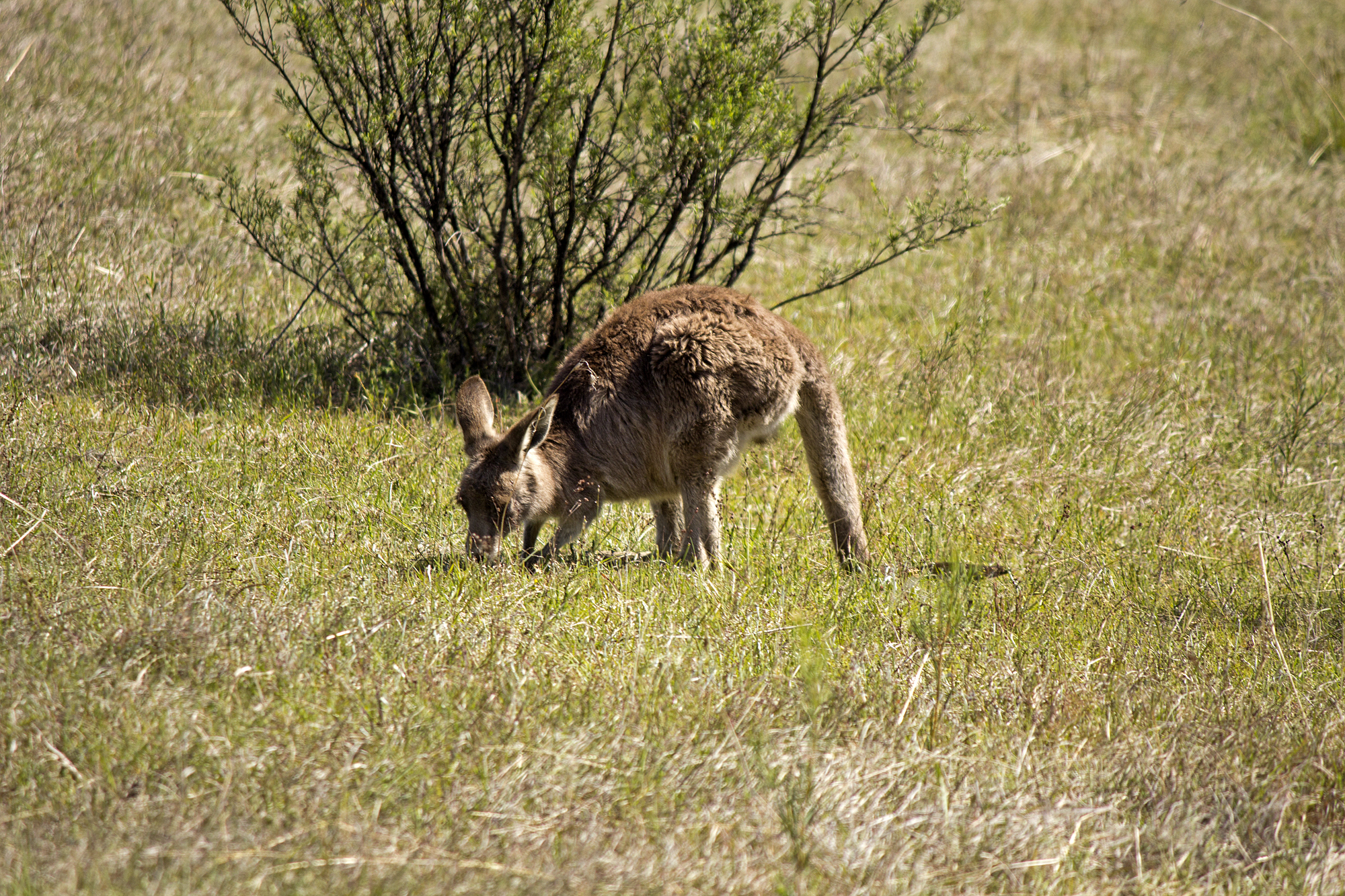
Östliches Graues Riesenkänguru im Reservat

Das Tidbinbilla-Naturreservat (engl. Tidbinbilla Nature Reserve) ist ein Naturschutzgebiet im Australian Capital Territory, südwestlich der australischen Hauptstadt Canberra. Es ist 54,5 km² groß, grenzt unmittelbar an den Namadgi-Nationalpark und besteht aus einem breiten Tal, dem Tidbinbilla Mountain sowie der Gibraltar-Hügelkette. Die Hänge an den Rändern des Tales sind steil und relativ unberührt.
Tidbinbilla ist eine Verfälschung des Aborigine-Wortes jedbinbilla; der Begriff bedeutet „wo die Jungen zu Männern werden“. Zu den bedeutendsten archäologischen Fundstellen im Reservat gehört das Birriagi-Abri mit den ältesten bisher entdeckten Siedlungsspuren der Aborigines auf dem Gebiet des Australian Capital Territory. Die Bogong Rocks ist die älteste nachweisbare Lagerstätte neben einer Population der Bogong-Falter (die für die Ureinwohner eine wichtige Nahrungsquelle waren). Am Mount Tidbinbilla scheinen lange Zeit Initiationsrituale vollzogen worden zu sein.
Die Besiedlung durch Europäer setzte Ende des 19. Jahrhunderts ein. Nil Desperandum am Hurdle Creek ist ein aus vier Räumen bestehendes Erdhaus; in unmittelbarer Nähe stehen die Überreste einer Eukalyptus-Schnapsbrennerei. Das Rock Valley Homestead ist ein im Jahr 1895 errichtetes Gehöft, das während der Buschfeuer im Januar 2003 stark beschädigt wurde.
1936 wurde ein Gebiet von rund 8,10 km² als Naturschutzgebiet ausgeschieden und 1939 richtete das Institut für Anatomie ein Koala-Gehege ein. Die Regierung vergrößerte 1962 das Gebiet auf eine Größe von 36,29 km², später folgten mehrere Erweiterungen. Offiziell zum Naturschutzgebiet erklärt wurde die Gegend im Jahr 1971.
Durch das Tidbinbilla-Naturreservat ziehen sich zahlreiche Wanderwege, auf denen Ausflüge von 30 Minuten bis 6 Stunden Dauer möglich sind. Das Reservat ist ein natürlicher Lebensraum für Kängurus, Wallabys, Schnabeltiere, Koalas, Leierschwänze, Emus und andere Wildtiere. 99 % der Fläche des Reservats wurde am 18. Januar 2003 durch verheerende Buschfeuer verwüstet.
Unmittelbar am Rande des Tidbinbilla-Naturreservats befindet sich das Canberra Deep Space Communication Complex, das zum Deep Space Network der NASA gehört.